# Harjomulyo
Harjomulyo is een bestuurslaag in het regentschap Jember van de provincie Oost-Java, Indonesië. Harjomulyo telt 9666 inwoners (volkstelling 2010).